# Запоточный, Томаш
То́маш За́поточный (чеш. Tomáš Zápotočný; род. 13 сентября 1980, Пршибрам) — чешский футболист, футбольный тренер. Выступал на позиции защитника.

## Карьера

### Клубная
Воспитанник клуба «Дукла Пршибрам». Также в ранние годы играл за «Дрновице».
В 2002—2006 годах играл за «Слован» из города Либерец.
С 2007 по 2008 года выступал за «Удинезе». Был игроком основного состава.
После этого перебрался в Турцию, где провел 4 года, выступая за «Бешикташ» и «Бурсаспор».
С 2013 по 2016 выступал в составе «Пршибрама».
Летом 2016 года перешёл в «Баник» из Остравы.

### В сборной
За сборную Томаш играл в 2006—2007 годах. За это время он сыграл 4 матча.

### Тренерская
После завершения игровой карьеры перешёл на тренерскую работу, начав с позиции помощника главного тренера «Пршибрама». С февраля 2019 года до марта 2021 года менеджер сборной Чехии до 21 года. Дебютировал на позиции главного тренера «Пршибрама« в ноябре 2021 года.

## Статистика выступлений за сборную
| Матчи Томаша Запоточного за сборную Чехии | Матчи Томаша Запоточного за сборную Чехии | Матчи Томаша Запоточного за сборную Чехии | Матчи Томаша Запоточного за сборную Чехии | Матчи Томаша Запоточного за сборную Чехии | Матчи Томаша Запоточного за сборную Чехии | Матчи Томаша Запоточного за сборную Чехии |
| ----------------------------------------- | ----------------------------------------- | ----------------------------------------- | ----------------------------------------- | ----------------------------------------- | ----------------------------------------- | ----------------------------------------- |
| №                                         | Дата                                      | Оппонент                                  | Счёт                                      | Голы                                      | Соревнование                              |                                           |
| 1                                         | 16 августа 2006                           | Сербия                                    | 1:3                                       | -                                         | Товарищеский матч                         |                                           |
| 2                                         | 7 октября 2006                            | Сан-Марино                                | 7:0                                       | -                                         | Отборочный матч ЧЕ-2008                   |                                           |
| 3                                         | 15 ноября 2006                            | Дания                                     | 1:1                                       | -                                         | Товарищеский матч                         |                                           |
| 4                                         | 22 августа 2007                           | Австрия                                   | 1:1                                       | -                                         | Товарищеский матч                         |                                           |

## Достижения
«Слован Либерец»
- Чемпион Чехии: 2005/06

«Бешикташ»
- Чемпион Турции: 2008/09
- Обладатель Кубка Турции: 2008/09

«Спарта Прага»
- Вице-Чемпион Чехии (3): 2010/11, 2011/12, 2012/13